# Video 8
Video 8 wurde 1985 von einigen japanischen und amerikanischen Unternehmen (vor allem Sony und Kodak) entwickelt, um die bislang benutzten 1/2-Zoll-Videokassetten wie VHS oder Betamax im portablen Bereich zu ersetzen.
Das Magnetband ist 8 mm breit und die Kassette etwa so groß wie eine Philips-Musikkassette. Anders als bei vorausgegangenen Heim- und Profi-Videoformaten kam kein Chromdioxid- oder Chromsubstitutband zum Einsatz, sondern Metallpartikelband (MP). Die geringe Größe der Kassetten versetzte Sony in die Lage, ähnlich wie andere Unternehmen mit VHS-C, kompakte Amateur-Videokameras zu bauen. Die Bänder hatten anfangs eine Länge von 75 m, entsprechend einer Laufzeit von 60 Minuten bei Normalgeschwindigkeit (SP), später wurden auch längere Bänder angeboten (112 m bzw. 90' SP, jeweils für PAL). Nachfolger von Video 8 wurde ab 1989 Hi8 und seit 1999 Digital8.

## Verfahren
Dieses Format war speziell darauf ausgelegt, möglichst klein und leicht zu sein. Eine der ersten Kameras, die Sony 1985 auf den Markt brachte, war die CCD-M8E. Diese hatte noch einen optischen Sucher und passte leicht in eine Hand. Sony pries sie als den kleinsten Camcorder der Welt an. Zum Ansehen der Aufnahme brauchte man allerdings ein separates Abspielgerät.
Parallel zum „kleinsten Camcorder der Welt“ bot Sony auch das Modell CCD-V8AF mit Autofocus, eingebautem Schwarzweiß-Videosucher und Abspielmöglichkeit an. Diese war bedingt durch ihre Abmessungen und ihr Gewicht von etwa 2,3 Kilogramm inkl. Batterie und Kassette weniger handlich.
Im Gegensatz zu den meisten damaligen Videoformaten braucht Video 8 keine Synchron- und Tonköpfe. Erstere wurden durch eine Technologie ersetzt, die auch schon in Video 2000 Verwendung fand. Auf separate Tonköpfe konnte durch die konsequente Benutzung von FM-Ton verzichtet werden. Zusätzlich gab es bei einigen Rekordern auch die Möglichkeit, Ton digital aufzuzeichnen (PCM). Wie auch bei VHS wird das Farbsignal auf einer niedrigeren Frequenz als das Helligkeitssignal („Color under“) aufgezeichnet. Der Ton wurde in HiFi-Qualität aufgezeichnet und war dem Ton des VHS-Formates überlegen.

## Anwendung
Anfangs war auch geplant, Kinofilme im Video-8-Format auf den Markt zu bringen. Ende der 1980er Jahre gab es einige Anbieter, jedoch konnte sich das Format nicht gegen das schon lange etablierte VHS-System bei Kinofilmen durchsetzen.
Besonders populär war Video 8 bei Camcordern. Zusätzlich gab es Heimvideorekorder in diesem Format. Diese konnten jedoch im Gegensatz zu den tragbaren Geräten keinen nennenswerten Marktanteil erreichen.
Von 1986 bis 1990 gab es einige Multi-PCM-Geräte, wie z. B. den EVS-850PS. Hier konnte ein Audio-only-Modus aktiviert werden, der die Kassette dann in 6 parallel zu bespielende Spuren unterteilte und somit Hifi-Aufnahmen mit bis zu 6 × 240 Minuten (24 Stunden) Musik in PCM-Qualität (15 kHz) ermöglichte.

## Bilder

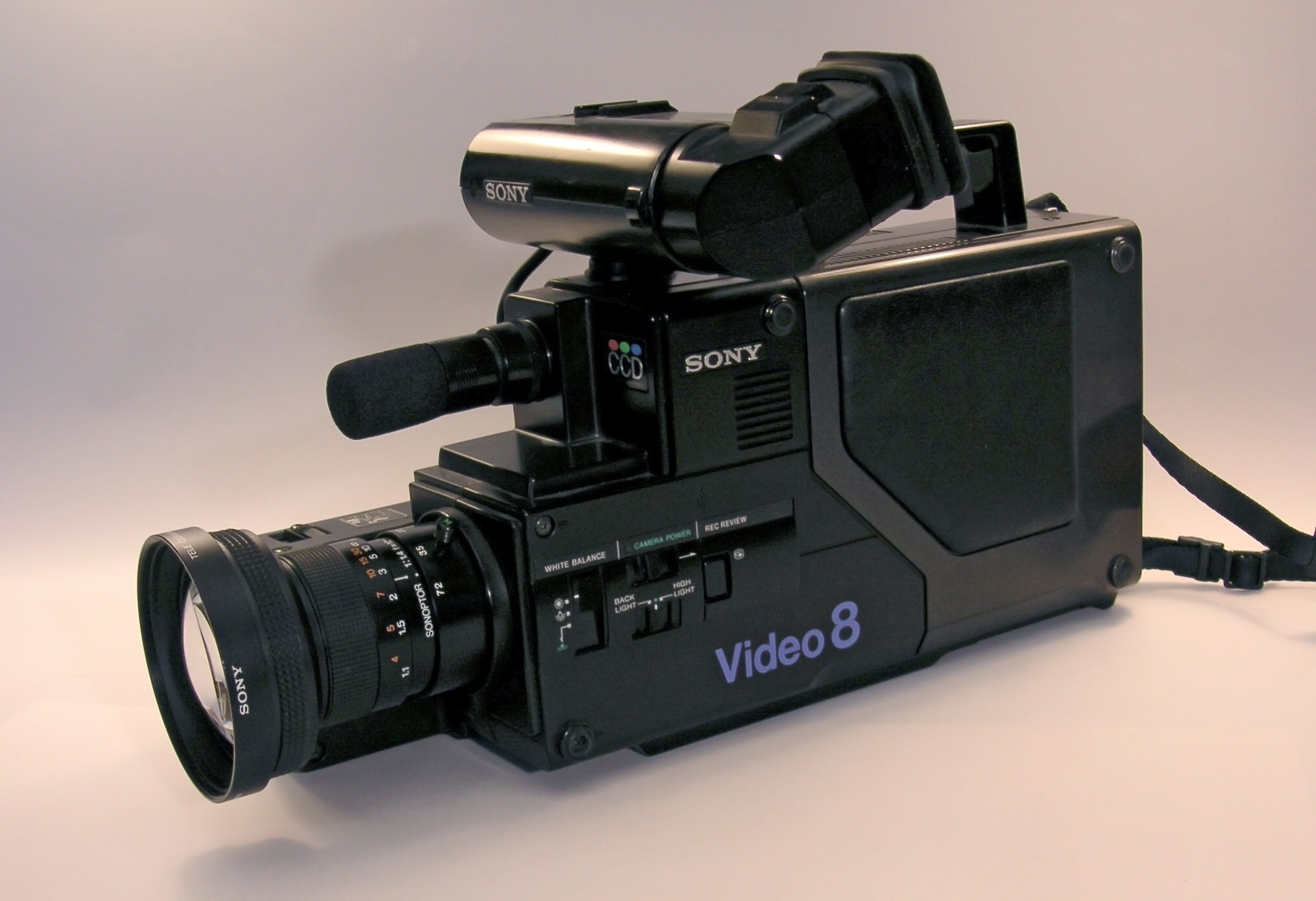
Video-8-Kamera Sony CCD-V8AF, 1985, mit Teleadapter
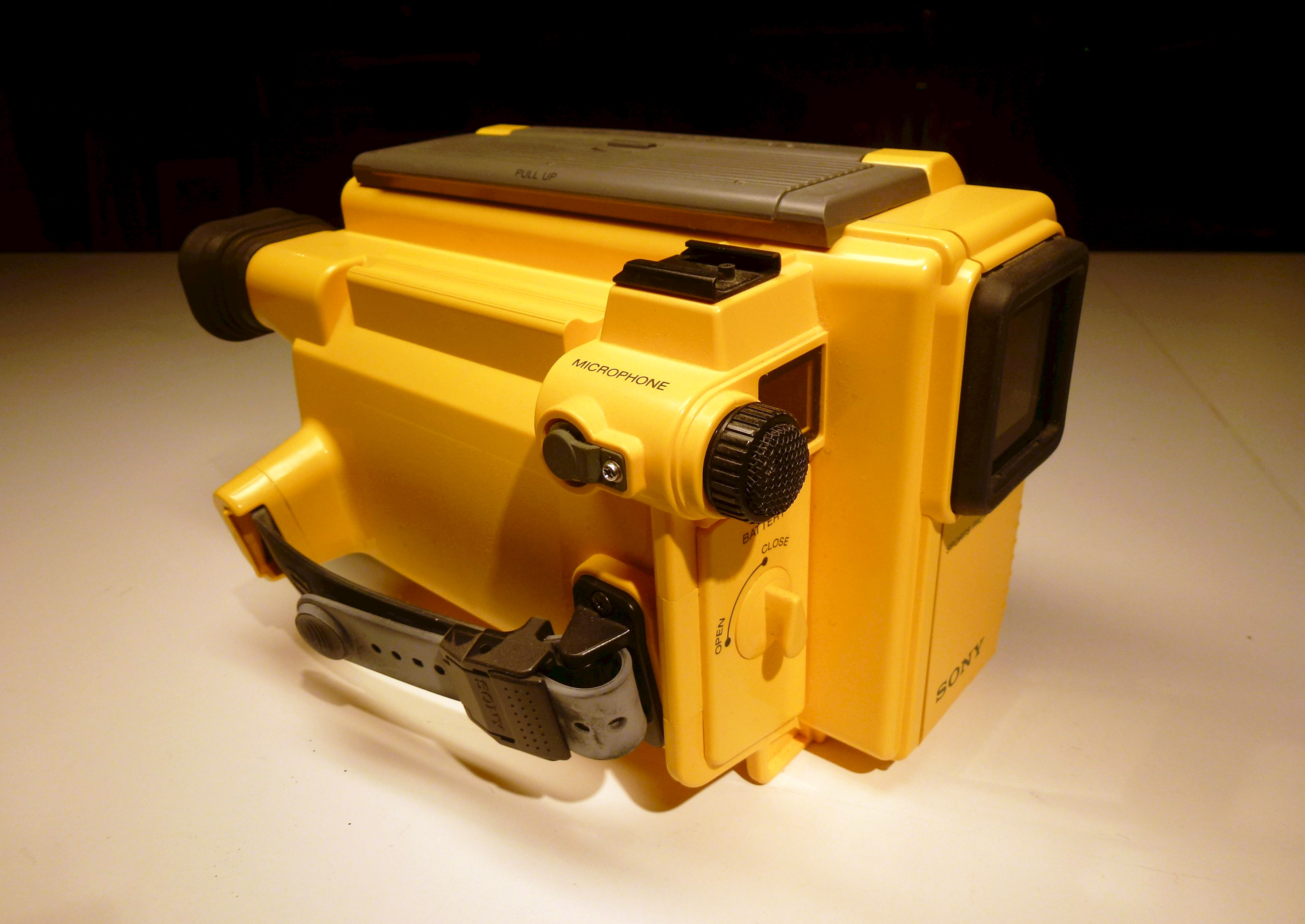
Wasserdichte Hülle für Sonys Video-8-Kamera CCD-M8E
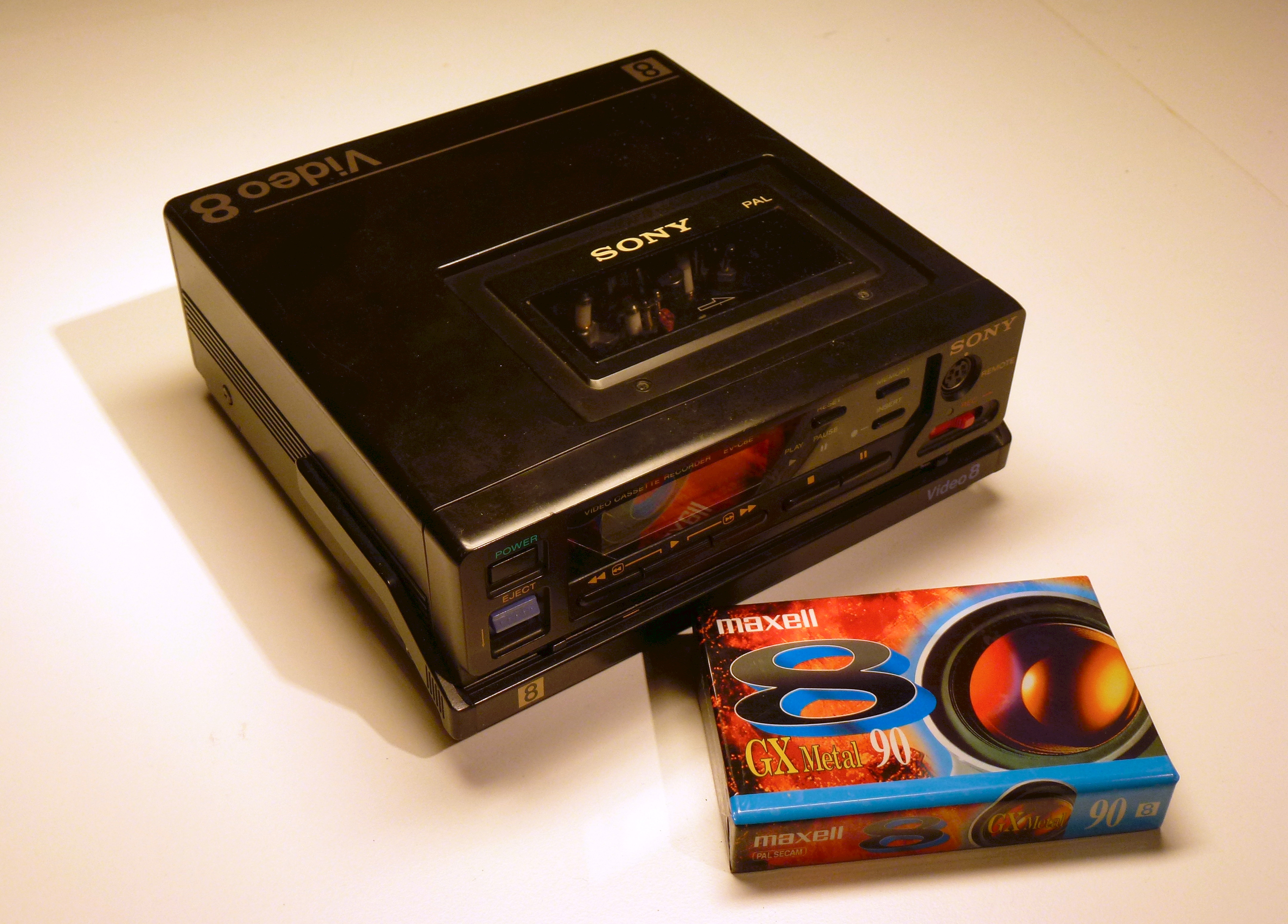
Tragbarer Videorecorder für Video-8-Bänder Sony EV-C8E
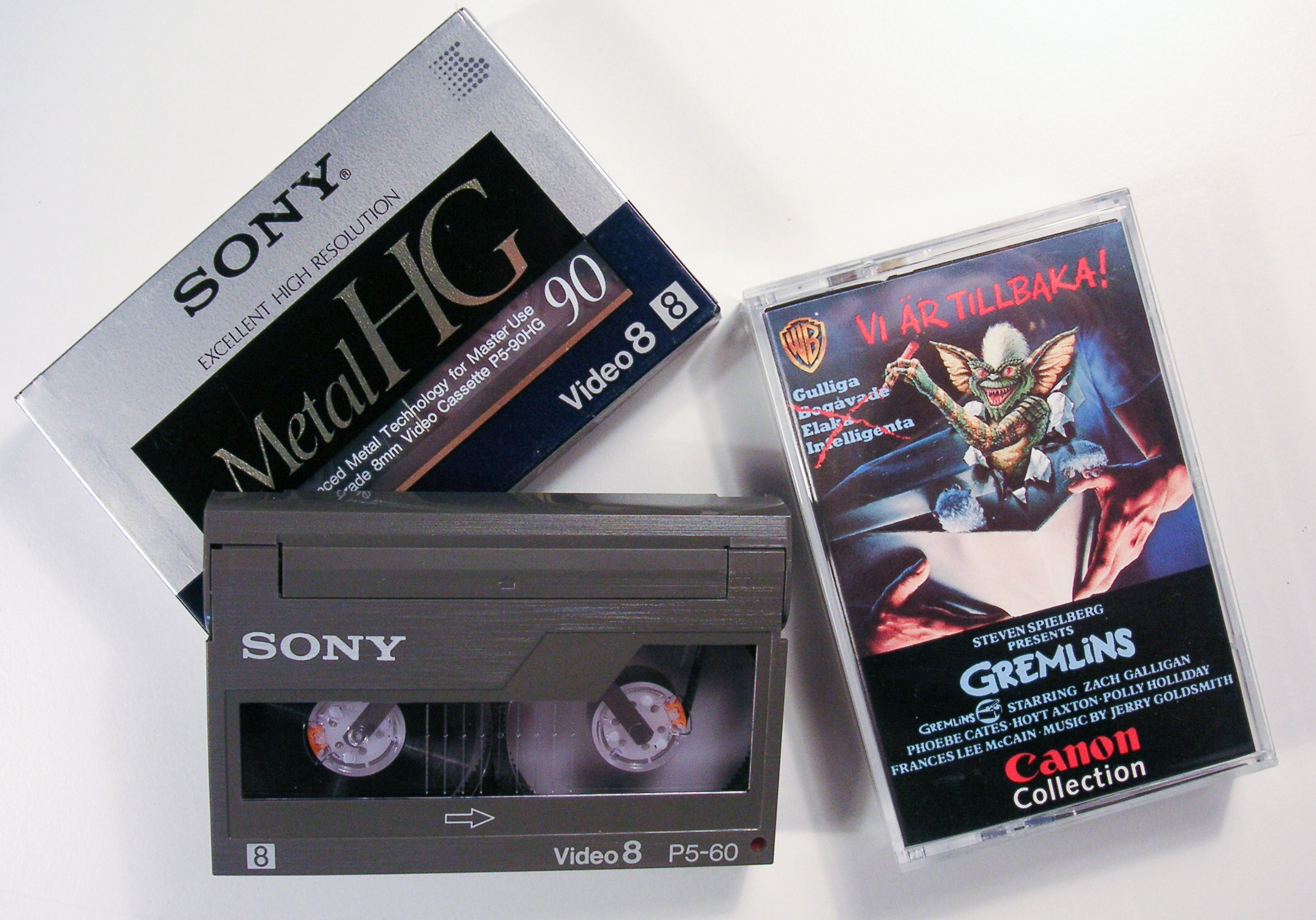
Video-8-Bänder, bespielt und unbespielt
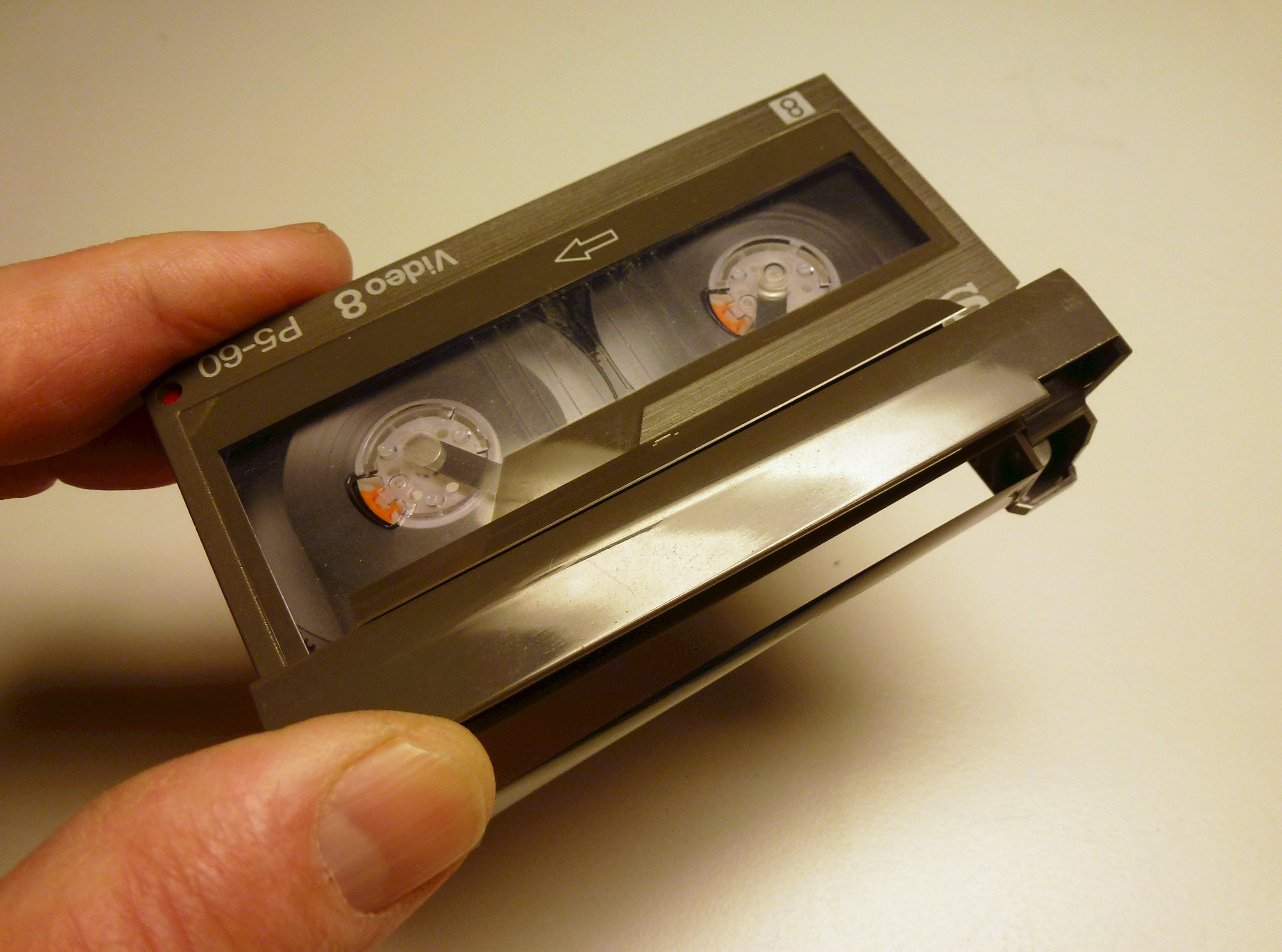
Video-8-Kassette P5-60 mit sichtbarem Band
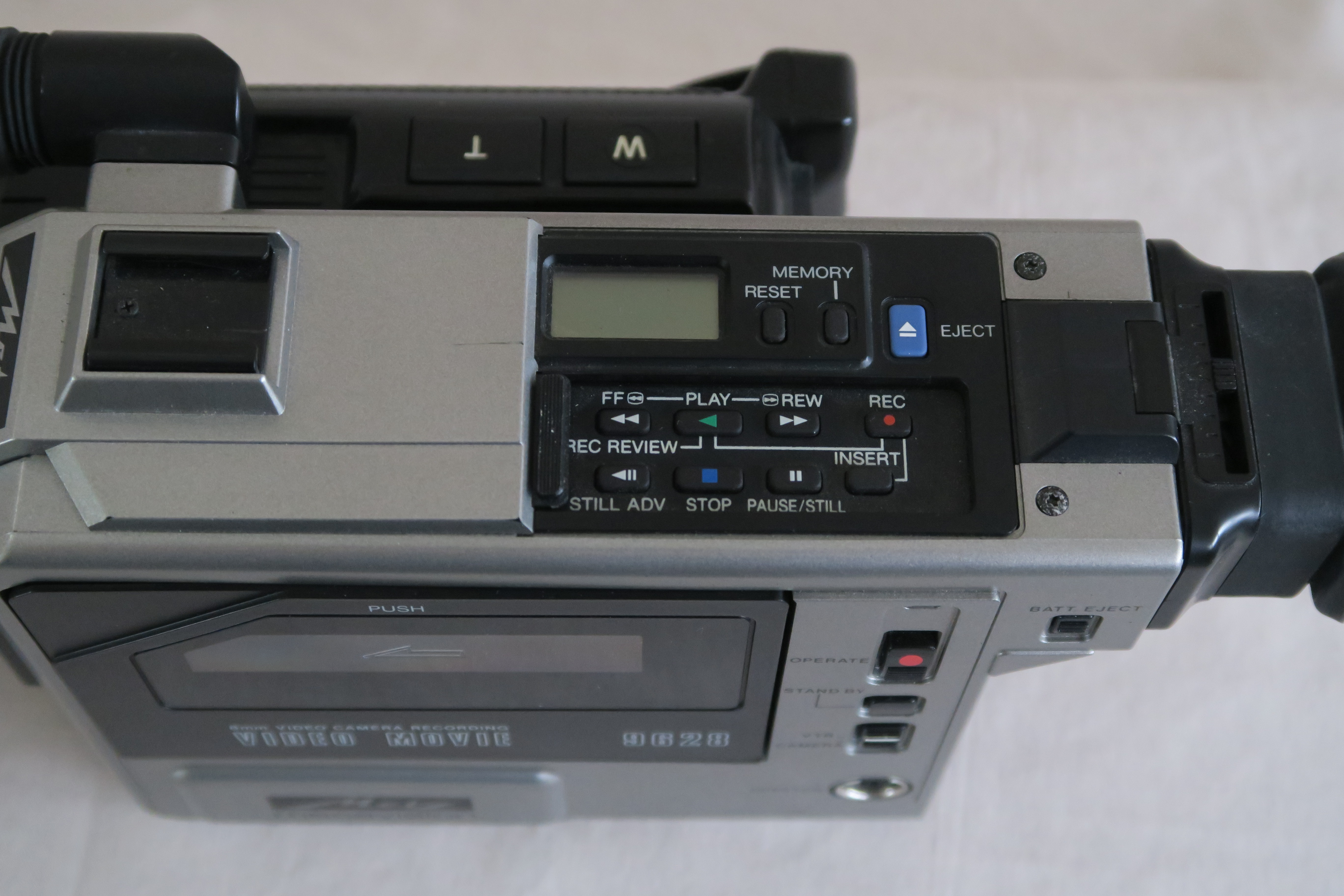
Video8 Camcorder Metz 9628 (1987)